# توشیوکی هوندا
توشیوکی هوندا (انگلیسی: Toshiyuki Honda؛ زادهٔ ۹ آوریل ۱۹۵۷) موسیقی‌دان اهل ژاپن است.